# سفارت ایالات متحده آمریکا در کپنهاگ
سفارت ایالات متحده آمریکا در کپنهاگ (به لاتین: Embassy of the United States) یک منطقهٔ مسکونی و نمایندگی سیاسی ایالات متحده آمریکا در دانمارک است که در Copenhagen Municipality واقع شده‌است.